# 1842年の相撲
1842年の相撲（1842ねんのすもう）は、1842年の相撲関係のできごとについて述べる。

## 興行
- 2月場所（江戸相撲）[1]
  - 興行場所:本所回向院
  - 3月15日（旧2月4日）より晴天10日間興行
- 7月場所（大坂相撲）[2]
  - 興行場所:難波新地
  - 晴天10日間興行
- 10月場所（江戸相撲）[2]
  - 興行場所:本所回向院
  - 11月7日（旧10月5日）より晴天10日間興行